# Jan Arend Vor der Hake

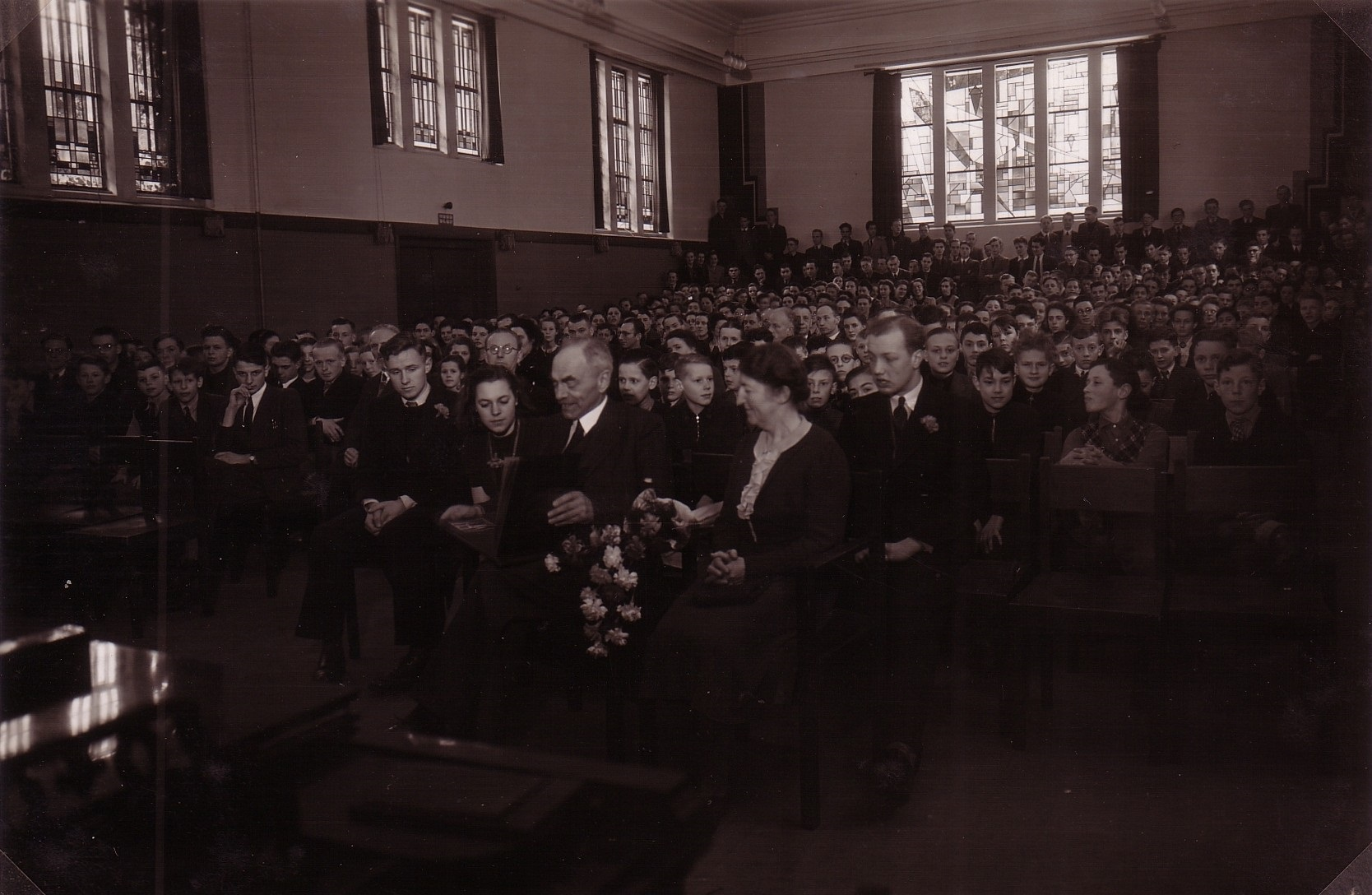
Jan Arend Vor der Hake (14 maart 1942)
Aula van het Baarnsch Lyceum

Dr. Jan Arend Vor der Hake (Loosdrecht, 14 maart 1880 - Zeist, 11 mei 1951) was een neerlandicus, rector en auteur.

## Levensloop
Na een studie Nederlandse Taal en Letterkunde aan de Rijksuniversiteit Utrecht promoveerde hij in 1908 op het proefschrift over De aanspreekvormen in het Nederlandsch tot doctor in de letteren en wijsbegeerte. Aanvankelijk ging zijn belangstelling uit naar de historische taalwetenschap, echter vanaf 1907 was hij leraar te Alkmaar, Den Helder en Haarlem met een korte onderbrekening in 1913 om als bibliothecaris te werken aan de Bibliotheek Rotterdam.
Van 1919 tot 1948 was hij rector van het nieuwe gestichte Baarns Lyceum en tot zijn overlijden leraar aan de te Soestdijk in het leven geroepen dependance van het Baarnsch Lyceum, het Incrementum, die speciaal voor de prinsessen Beatrix en Irene was opgezet.

## Familie
Vor der Hake was een zoon van Govert Vor der Hake (1851-1938), gemeentesecretaris van Loenen aan de Vecht, en Catharina Voorthuis (1856-1913). Hij trouwde in 1910 met Catharina Louise Planten (1885-1984), met wie hij vier kinderen kreeg, onder wie Deodatus Vor der Hake (1913-1944).

## Trivia
Zijn vader was een kleinzoon van Maria Isabelle Caroline van Nassau-LaLecq, op haar beurt een dochter van Jan Floris van Nassau-LaLecq
- In de akte van overlijden wordt hij genoemd Jan Arend Vor der Hake
- In de huwelijksakte wordt hij Jan Arend vor der Hake genoemd.